# گایانه ماخموریان
گایانه گئورگی ماخموریان (ارمنی: Գայանե Գեորգիի Մախմուրյան؛ انگلیسی: Gayane Makhmuryan زادهٔ ۱۱ آوریل ۱۹۵۵)، تاریخ‌نگار اهل ارمنستان است.

## زندگی‌نامه
وی در ۱۱ آوریل ۱۹۵۵ در ایروان به دنیا آمد . وی در دانشگاه دولتی زبان‌ها و علوم اجتماعی بروسوف ایروان و انستیتو تاریخی فعالیت کرده است.

## یادداشت
1. ↑  Պատմական գիտությունների դոկտոր